# Europeisk bronsålder
Bronsåldern i Europa var perioden från cirka 2500 till 700 f.Kr. Från början var de flesta områden i full färd med att utvecklas från stenåldersteknologi med omfattande gemensam utveckling i de västliga megalitprovinserna och vid slutet var man på gränsen till historia, med ett utvecklat stamsamhälle, hög grad av politisk centralisering, och en etablerad elit.
En rad nya idéer och uppfinningar dök då upp i människans utveckling. Metallteknologins utveckling är den mest uppenbara. Glas och fajans är andra. Idén om att skapa ett värde av enklare material dök upp. Vidare kan man se ett betydligt större behov av långdistansresor. Början till en storskalig marknadsekonomi kan tydligt ses. Fyndmaterialet visar upp stora likheter i stora delar av Europa på ett helt annat sätt än tidigare neolitikum.

## Tidsperioder
Den europeiska bronsåldern utvecklades under en period mellan ca 2500 f.Kr. och 500 f.Kr. Den utvecklades dock inte samtidigt i hela Europa.
- Centraleuropa: 2450 f.Kr.–750 f.Kr.
- Frankrike: 2300 f.Kr.–ca 800–700 f.Kr.
- Norra och centrala Italien: 2550 f.Kr.–660 f.Kr.
- Skandinavien:
  - Ⅰ: 1700 f.Kr.-1500 f.Kr.
  - Ⅱ: 1500 f.Kr.-1300 f.Kr.
  - Ⅲ: 1300 f.Kr.-1100 f.Kr.
  - Ⅳ: 1100 f.Kr.-900 f.Kr.
  - Ⅴ: 900 f.Kr.-700 f.Kr.
  - Ⅵ: 700 f.Kr.-500 f.Kr.
- Spanien: 2300 f.Kr.–800 f.Kr.
- Storbritannien: 2450 f.Kr.–750 f.Kr.

## Bosättningar
Bronsåldersbosättningarna var generellt varken stora eller välutvecklade. De flesta var små gårdar. Efterhand blev de allt mer utvecklade, större och befästa, speciellt i Centraleuropa. I fyndmaterialet kan man inte se någon tendens till social differentiering, istället blev det allt tydligare med behovet av förvaringsutrymmen och möjlighet att nå omgivningen.
Skillnader mellan bosättningar som är spridda och koncentrerade kan ses. Vad som fick människor att välja det ena eller det andra var olika från fall till fall. Några orsaker var funktionella, som behovet av jordbruk, trädgårdsskötsel och djurhållning. Andra var sociala och demografiska, som släktskap och social interaktion, och återigen andra var ideologiska, som ett sätt att uttrycka maktrelationer inom och mellan samhällen.
De flesta invånarna var småbrukande bönder i isolerade bondgårdar eller byar. I nord och nordväst bestod bosättningarna av spridda hus eller i små grupper. I resten av Europa var de betydligt mer ihopsamlade. Vad detta beror på kan inte förklaras på ett enkelt sätt av miljön. De tätt ihopsamlade byarna i Tyskland ligger till exempel bara ett tiotal mil från de spridda bosättningarna i Danmark. Troligtvis får man istället söka sociala eller ideologiska orsaker eller någon korrelation till miljön.
Man bodde även i grottor under bronsåldern. Om man använde det enbart som kultplats eller för andra aktiviteter är omdebatterat. Men i många grottor som har grävts ut har man inte funnit några tecken på kultaktiviteter. Istället antar man att det har varit ett enkelt sätt att få tillfälligt skydd, kanske säsongsvis eller tillfälligtvis när det har varit svårt att bygga permanenta byggnader.

### Byggnationer
Man kan göra en distinktion mellan runda och rektangulära hus. De runda husen var relativt små och enkla medan de rektangulära var betydligt större och mer välutvecklade, indikerande betydligt fler aktiviteter än att äta och att sova. 
De runda husen kan man hitta över hela Europa men är speciellt vanliga i England och Italien. Man anser att husen fick sitt utseende av antingen praktiska eller psykologiska orsaker. Man valde ut en lämplig plats att bosätta sig på och för att göra det enkelt valde man en enkel huskonstruktion utan komplicerade vinklar och andra detaljer. Det enda väsentliga beslutet var åt vilket håll dörröppningen skulle ligga. Den psykologiska förklaringen är, att under första delen av bronsåldern i norra och västra Europa var gravarna runda konstruktioner. Liksom de neolitiska bosättningarna liknade gravkonstruktionerna fortsatte man den traditionen. Så som man levde nu skulle man också leva efter döden.
De rektangulära husen finns i större omfattning över hela Europa. Flest finns bevarade kring Beneluxländerna, södra Skandinavien, vid de alpina sjöbosättningarna och från urnefältskulturen. Man antar att de var vanliga i resten av Europa men att de inte har bevarats väl.

## Den domesticerade ekonomin

### Artefakter
För bearbetning av jord har få artefakter bevarats då majoriteten förmodligen var av trä. Men så mycket har bevarats att man anser att årder var det huvudsakliga redskapet. Från bevarade hällristningar kan man se att årdren drogs parvis av oxar. Dessa kopplades samman med ok. Sådden skedde förmodligen för hand. För att skydda grödorna mot djur byggde man murar och staket eller använde sig av växter som naturliga skydd. För att rensa ogräs använde man sig av hackor och pinnar. Vid skörd använde man sig av skäror. I början av bronsåldern var de av flinta eller trä men sedan övergick man till bronsskäror. För att bevara skörden använde man sig på många håll i Europa av förvaringsgropar. Dock blev det inte vanligt i hela regionen förrän i slutet av bronsåldern.
I fuktiga områden använde man sig av spannmålsmagasin. I dessa byggnader förvarades spannmålen i stora vaser. Detta användes också på torra platser där man inte ansåg det lämpligt att bevara spannmålen i gropar.

### Djur
Den vanligaste boskapen var nötkreatur. De gav kött och mjölk och var användbara i jordbruket. Därefter kom gris och caprinae (getdjur). Deras popularitet steg under bronsåldern. Grisar är, förutom att de ger kött, utmärkta allätare, har stor tolerans för olika miljöer och kunde utnyttjas till markröjning. Från caprinae får man både kött och mjölk, ylle, skinn och horn. I medelhavsområdet dominerade djuret. Hästar fanns, men spelade mindre roll som mat. Vilda djur spelade en liten roll.

### Växter
De vanligaste odlade grödorna var vete och korn. Man kompletterade detta med ärtväxter och bönor och olika vilda växter. Ett stort urval av frukter och bär samlades också in. M.a.o. användes ett stort urval av växter inte bara för att få varierad diet men också för att maximera avkastningen i sin miljö. Vid början av urnefältskulturen kan man se ett tydligt skifte av odlade växter. Växter som dinkel och hirs började odlas, och oljerika växter och ärtväxter blev vanliga.

## Material

### Metall

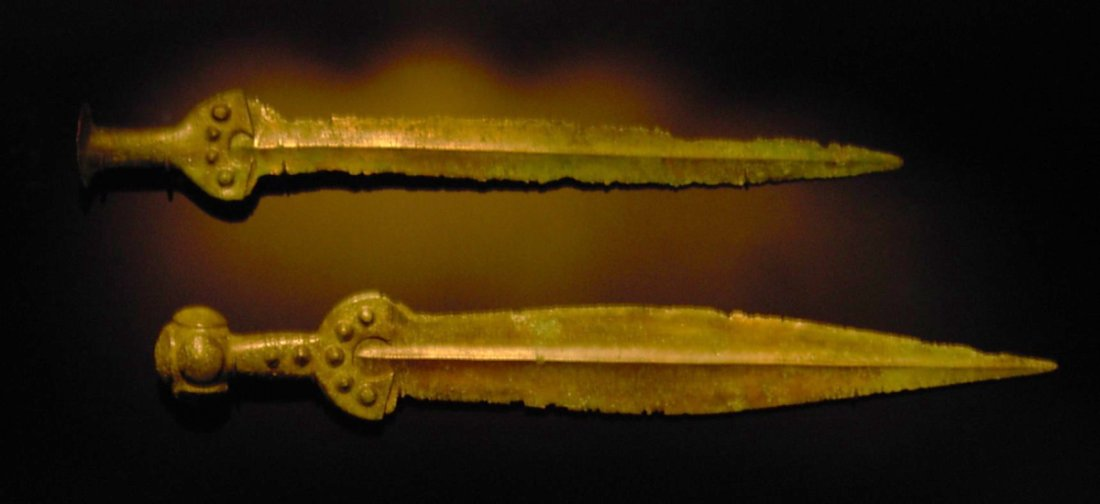
Svärd från bronsåldern, Rumänien, 1700 f.Kr.

Under de 1500 år som bronsåldern varade utvecklades metallarbeten från enkla arbeten i olegerad koppar och guld till en stor variation i metaller och tillverkningstekniker. Från mitten av det andra årtusendet gjordes ett stort antal föremål främst i koppar-brons eller andra typer av legeringar och i guld. Utvecklingen av bronslegeringar gick från ren koppar över koppar-arsenik, koppar-tenn och slutligen koppar-tenn-bly i slutet av bronsåldern. 
Kopparens källor är svåra att hitta då de för länge sedan försvunnit. Men det är ganska klart att små lokala fyndigheter har utnyttjats. I de alpina områdena i Schweiz, Österrike och Trentino finns det många sådana små lämningar. I regionen kring Monte Bego i Liguriska alperna finns det många depåer, liksom i sydöstra Spanien, Slovakien och de brittiska och irländska högländerna. När det gäller guld utvann man troligtvis det mesta genom guldvaskning i floder. Utvinning ur guldådror genomfördes troligen på några få platser, bland annat i Wicklow Mountains på östra Irland och i Muntii Metalici i västra Transsylvanien. Tenn finns bara på ett fåtal platser i Europa. Fyndigheterna i Cornwall var störst. Vidare är det troligt att tenn utvanns i St Eval, Trevisker och Caerloggas, St Austrell. Storbritannien, Iberien, Toscana och västra Serbien har små tennfyndigheter. 
Bly är inte lika sällsynt utan kan hittas över hela kontinenten, ofta i form av blyglans. Detta innehåller ofta stora mängder silver vilket kan ha varit en av huvudorsakerna till intresset för bly.
Ett flertal gjuttekniker användes runt om Europa. Man använde sten, lera, sand och vax. Speciellt kan nämnas att vax användes till den välutvecklade spiralornamentiken under period II och III och bronslurarna i Skandinavien. 
Guld tycks ha haft en särskild plats i bronsålderns värld. Andelen guld varierade från region till region och period till period beroende på tillgång och popularitet. Vid början av bronsåldern var tillverkningen ganska enkel, man använde drivet guld. Bearbetningsmetoderna blev allt mer utvecklade under perioden. Bly användes både i legeringar och i sin rena form.
Tenn har både använts i legeringar med koppar för att bilda brons men också i olegerad form. Tennföremålen är små och ovanliga. Ett halsband med tennpärlor har hittats i Odoorn och Sutton Veney. Tennålar har hittats på hjalten till en kniv i Bargeroosterveld och träkärl i Jylland. I de norra delarna av Alperna användes det som dekorativa element på keramik. I det tysk-schweiziska området tycks det inte ha existerat någon keramik- eller gravtradition.
Under senare delen av bronsåldern tillverkades allt fler järnföremål, speciellt i östra och södra Europa. Dock har man funnit några järnföremål från tidig bronsålder. Då inga tillverkningsplatser har hittats i Europa antar man att det kommer från Anatolien. Dock finns det tecken som tyder på att viss tillverkning skedde här. I några av urnefältskulturens bronsföremål finns det fina linjer som är mycket svåra att tillverka utan järnverktyg. 
I slutet av perioden användes järn över hela Europa. I Sverige har flera slaggplatser hittats vilket visar att lokal tillverkning även skedde här. Bronssmederna upptog tillverkningen av järn från sina kontinentala kollegor. Här i norr såg man järnföremålen som praktiska föremål och inte som prestigeföremål.  
Det finns inga tydliga tecken på att järn påverkade bronsåldersekonomin. Men det har föreslagits att de enorma depåer av bronsföremål som har hittats i Storbritannien under den sista delen av bronsåldern beror på att man har dumpat dessa till förmån för järn. Utan tvekan var de flesta av vardagsföremålen liksom till viss del vapen och viss ornamentik i metall under Ha C av järn.

### Keramik
Det går knappast att avgöra i vilket sammanhang keramiken tillverkades. Män, kvinnor, hög eller låg status, hur det transporterades etc. Dock lade man ner stor energi på tillverkningen i vissa områden, nästan som en kompensation för avsaknad av annan skicklighet som till exempel metallbearbetning.
Keramiken på bronsåldersfyndplatserna kan delas in i olika kategorier. Från grov för förvaring och matlagning till fin som bordsservis. I vissa fall användes speciella former och tillverkningstekniker för begravningar och rituella depåer. Vanligt är att man hittar en viss typ av keramik i gravar, men man kan inte göra samma distinktion bland bosättningar.

### Trä
Trä måste ha varit ett av de vanligaste materialen som man gjorde föremål av under bronsåldern och det vanligaste när man byggde hus. Inte mycket har bevarats, men det finns undantag. De mest exceptionella är i Somerset levels och i de italienska Alperna. I Somerset levels finns det stort antal handtag, hjalt, vapen och kistor. I Italien har man också funnit ett stort antal jordbruksredskap. Förvaringskärl som lådor, skålar etc. har hittats på många ställen i Europa. 
Trä var det vanligaste materialet vid byggkonstruktioner som hus, försvarsanläggningar, plattformar och pålbyggnader i våta områden. Plankor, pålar och andra konstruktionselement finns bevarade i schweiziska och italienska alpina fyndplatser. Plankor med hål, urtagningar och andra konstruktionselement har hittats även i många platser i Storbritannien. 
Även i palissadkonstruktioner utnyttjades trä tillsammans med sten och jord.  
På de ställen som trä har bevarats i gravar finns det förutom urgröpta ekstammar några anmärkningsvärda exempel. Kamrarna i Helmsdorf och Leubingen är de mest kända exemplen.

### Glas
Glasartade material var en av bronsålderns största uppfinningar. Det började tillverkas i Mellanöstern under 3000-talet f.Kr. och i Europa vid slutet av 3000-talet eller in på 2000-talet f.Kr. I det europeiska fyndmaterialet börjar lerpärlor med förglasad yta, på grund av sin likhet med sentida fajanser ibland inkluderade i begreppet fajans dyka upp på Kreta på 3000-talet troligtvis som ett resultat av Egyptiska influenser. I övriga Europa börjar det dyka upp i formen av enkla pärlor lämpliga för halsband vid tidig bronsålder. De flesta fynden från denna tid har hittats Centraleuropa, Frankrike, Spanien och på Brittiska öarna. Tester visar att de har tillverkats lokalt.
Ända till slutet av bronsåldern är glaspärlor extremt sällsynta. Vilket stämmer väl med att glastillverkning är en mer avancerad process än tillverkning av pärlor med förglasad yta. Dessa glaspärlor tillverkades lokalt. Glaspärlorna var även dekorerade i olika mönster. 
Liksom bronstillverkningen var glas och "fajans"industrin början till tillverkningstekniker för att öka värdet och artistiska meriter till annars mindre värda material. Liksom kopparindustrin kom dessa material att först vara sällsynta och enkla till att bli vanligare och mer konstnärligt utsmyckade. Det blev en vara som hade ett värde och prestige. På ett sätt visades här de första tecknen på en industri som skapar ett värde av enklare material.

### Salt
Salt var en av bronsålderns viktigaste handelsvaror. Saltkällorna var många. Vid kustlandskap utvann man det från sekundära havsvattenkällor som havsväxter och naturliga avdunstningar där saltkoncentrationen kunde ökas avsevärt under sommaren. Vattnet kunde sedan kokas och samlas in i bägare eller formar, torkas och lätt transporteras. De första spåren av saltproduktion har man hittat i Tyskland, Polen och Rumänien redan under neolitikum. I bronsåldern hittar man material regelbundet och fynden ökar frekvens under perioden fram till järnåldern. Speciellt ska nämnas området kring Halle an der Saale och Salzkammergut. Hallstatts och andra platsers betydelse i området anser man kan tillskrivas av den saltbrytning som kunde ske i grottorna i området. De stora fynd av depåer och metallbearbetningsplatser som man har hittat i Transsylvanien kan tillskrivas saltbrytningen i området. Saltkällor är mycket vanliga i området.

## Krig
Att bronsåldern i Europa var en krigisk tid kan visas med hjälp av tre saker. Vapen och rustning är lika vanliga här som i det mykenska Grekland, många av gravarna är av krigarkaraktär och de många fortifikationerna runt om i Europa. 

### Vapen
En rad vapen uppfanns under denna period. Ett var hillebarden som blev på modet under en kort tid under tidig bronsålder. Svärdet dök tidigt i upp Karpaterna. Svärdet blev allt vanligare och under urnefältskulturen hade flera modeller utvecklats. Under bronsåldern var det för första gången som man tillverkade vapen som enbart skulle användas för att döda människor.
Även rustningar och sköldar utvecklades, kanske med början under mellersta bronsåldern och kulminerade i de magnifika bronsrustningarna i urnefältskulturen. Dessa användes troligtvis främst till parader. Något som också utvecklades var de mindre spektakulära men troligtvis mer effektiva läderrustningarna.
Alla dessa vapen var funktionella men de flesta hade också en symbolisk funktion. Initialt användes de som vapen och några förlorade aldrig sin funktion medan stridsyxan tycks ha förvandlats till ett föremål för prestige och makt. Andra vapen med sin dekoration tycks ha varit symboliska föremål. Prestigevapen var en stor del av den mängd föremål som markerade rang under bronsåldern. Både vapnens detaljgrad när det gäller dekorationer och gravrikedomarna när det gällde vapen visar att symboliska aspekter markerades med subtila skillnader i stilformer. Svärd och spjut förekommer regelbundet i gravarna under period II och III i den södra skandinaviska bronsåldern. De figurerar regelbundet också på hällristningar. Inga visar egentligen riktiga strider, de är symboliska. Troligtvis är striderna symboliska eller rituella. Till detta ska läggas bronssköldarna som är för tunna för att användas i riktiga strider. Dessa bilder och symboler visar på att bronsåldersmänniskorna stor vikt vid denna aspekt på livet. Dessa stämmer också väl överens med de vapen som hittas i gravar runt om i Europa. Mycket av bronsåldersmänniskorna värld dominerades av högre statusindivider som använde ceremoniella strider bl.a. för att visa status. Strider som sådana mellan individer och mellan olika grupper av människor var en naturlig del av bronsåldersvärlden. Parader, ceremonier, strider och vapen relaterar till samma generella fenomen. Stridsutrustningen var en del av den livsstil som glorifierade krigaren både genom kroppsornamentiken och genom hans vapen. Själva krigaridentiteten var viktig både i livet men också i döden. Denna estetik visar på den krigaridentitet som uppkom i Tyskland under bronsåldern. Något som inte förlorades förrän området kontrollerades av Medelhavets aristokrati.

### Fornborgar
En rad fynd visar att fornborgarna har sin början under bronsålder och fortsätter in i järnåldern. Man kan se en ökning i försvarsansträngningarna i slutet av bronsåldern. Om det fanns försvarsanläggningar låg de runt bosättningen. Senare kom många låglandsområden också att bli fortifierade. 
Man valde material till sina konstruktioner efter vad som fanns tillgängligt. Vanligast var naturligtvis trä-stenkonstruktioner, men kring Medelhavsområdet byggde man sina försvarsanläggningar nästan uteslutande i sten. Några speciella konstruktioner som nuraghi i Sardinien, torre på Korsika, talayot på Balearerna och motilla i La Mancha är värda att nämnas här. 
Man vill länka många fornborgar runt om i Europa till någon form av territorier. Detta är speciellt utmärkande i floddalen i Baden-Württenberg. Avståndet mellan dem är i många fall endast 3–4 km, d.v.s. de är lagom stora för att räcka till för en liten grupp människor. 
I några fall tycks istället fornborgen ha haft en religiös eller rituell betydelse. Som exempel kan nämnas södra England där vissa fornborgar ligger i anslutning till redan tidigare kultplatser som högar och stenkonstruktioner. Dún Aonghasa  är det kanske det tydligaste exemplet på detta.

## Depåer
Ett utmärkande drag för bronsåldern i Europa med undantag för Grekland är de enorma mängderna av bronsdepåer. Varför man deponerade föremål av framförallt brons är hett omdiskuterat men några slutsatser kan dras. Depåerna har en mängd olika utseende. Från hela föremål till förstörda eller ofärdiga, från några föremål till depåer på flera ton, från material av en typ till en blandning, gemensam ornamentik, verktyg och vapen, relaterande till det manliga eller kvinnliga och föremål som kan utnyttjas i industriella sammanhang. 
Det är svårt att hitta gemensamma drag över större områden eller över en länge tidsperiod utan det gemensamma får sökas regionalt eller för kortare tidsperioder. De tidstypiska depåerna i Ungern koncentrerades under kosziderfasen. Detta vill man länka till politisk oro. Depåerna här var ett sätt att gömma bronsen för säkrare tider. I östra Europa kan depåkoncentrationen kopplas till Ha A1 och den politiska oron som skede under perioden. På andra områden i Europa har man inte kommit fram till konsensus om varför man deponerade material. Många vill se dessa som offergåvor medan andra ser de som rena nyttoföremål. Ingen tillfredsställande förklaring har presenterats. Dock kan man ofta koppla depåer till våta områden som myrar, sankmarker, floder och sjöar, områden som torde vara svåra att komma åt även för de som visste var föremålen var nerlagda. Följaktligen var det meningen att de inte skulle användas igen. Vidare är frekvensen av vissa föremål vanligare i dessa områden. Dock är samband alltid lokalt och tidsbundet. I Skandinavien hittar man alltid bronsyxor i depåer inte i gravar. I Oberösterreich under urnefältsperioden är det vanligaste föremålet svärd, i Bayern under samma period var svärd vanliga i depåer men också i gravar. I Niederösterreich och i Tyrolen är de flesta svärdsfynd från gravarna.

## Transport och kontakt
Handeln under bronsåldern var relativt outvecklad. De flesta bronsålderssamhällena deltog endast i lokal handel, ibland interregional. Handel med matvaror skedde lokalt med undantag av varor som lämpade sig för långväga handel som kryddor och torkad eller saltad mat.
Vissa råvaror däremot som metaller kunde förflyttas interregionalt. Vissa varor transporterades långa sträckor såsom bärnsten som färdades mellan norra och södra Europa. 

### Hjul och vagn
Hjulet dyker upp i hela Europa under kopparstenåldern. Dessa var i solitt trä och måste ha använts i jordbruket. Flera vagnar som man har hittat måste ha varit enormt tunga ca 700 – 800 kg, varit långsamma och torde ha fastnat om marken var för lerig och mjuk och således var det sannolikt att dessa vagnar användes lokalt. 
Möjliga spår av vägbeläggningar och hjulspår har hittats i Charm-Oberwil, Zug, Schweiz och är från höggravskulturen. Beläggningen består av rader med värmebehandlad sten och keramikspill. Hjulspåren ligger under dem. Nära Oxford har också en väg från bronsåldern grävts ut. 
För snabbare transporter användes häststridsvagnar. Dessa hittas först i Mykene. Här använder man sig för första gången av ekrade hjul. Nu kunde man reducera vagnarnas vikt utan att äventyra hjulens hållbarhet. Tidiga exempel finner man i de södra ryska stäpperna i Volga-Ural regionen och under det andra årtusendet i Georgien och Armenien. Längre västerut får man förlita sig på de speciella vagnsminiatyrer som man hittar under den tidiga bronsåldern i centrala Europa för att studera spridningen.
I den sena bronsåldern får man i de flesta fall förlita sig på de märkliga kultvagnar i miniatyrer som man hittar. Även om de är av kultisk natur och det är osäkert huruvida det representerar verkliga vagnar kan man dra några slutsatser. Nu ser man att det fanns en stor variation av vagnstyper, med flera typer av ekrade hjul. Kärlen vilar på ett rektangulärt chassi. Åtminstone på en vagn finns det en pinne för fastsättning av ok eller liknande. I en urnefältsgrupp finner man nu bronsbelagda trähjul. I några av urnefältskulturens gravar finner man rester av vagnar i naturlig storlek. Dessa är betydligt lättare än de vagnar som omnämns ovan. Dock saknar man fortfarande ledade hjulaxlar och fjädringssystem, något som kom långt senare. Vagnar med hjul användes framförallt lokalt, antingen i jordbruket eller på slagfältet. Vad de inte användes som under bronsåldern var transporter över längre sträckor. Det fanns ingen som använde vagnar när man färdades mellan olika centralorter i Europa.

### Hästar
Hästar dök upp redan under stenåldern. Från början var det enbart som födokälla men kom snart att användas som dragdjur. Delar av selar i horn har hittats redan under tidig bronsålder. Dessa är av två typer: avlånga och cylindriska. De är vid denna tidpunkt ganska sällsynta, men blir allt vanligare under bronsåldern. I slutet av bronsåldern är det inte ett alltför ovanligt fyndföremål. 
Om hästen även användes till ridning är svårt att avgöra. Det går inte att skilja på föremål som används till vagnar och de som använts till ridning under denna period.

### Vattentransporter
De flesta bronsåldersbåtar man har funnit, både verkliga båtar men också avbildningar, har varit båtar som inte lämpar sig för öppet hav. De har använts på floder, åar eller på sin höjd längs kusten. Den vanligaste typen är urholkade trädstammar. Båtarna har i många fall försetts med ytterligare utrustning såsom fasta styråror. Storleken på båtarna är mycket varierande (mellan 3 m och 16 m). De framfördes troligtvis med paddlar. Den andra typen av båtar är funna enbart i Storbritannien. De är av träplankor ihopsydda av olika fibrer. 
Det finns åtskilliga bevis för hur båtar såg ut i Medelhavsområdet. Avbildningar i det egeiska området visar båtar med plankor, segel och detaljerade överbyggnader. Dessa följde troligtvis kusten, öppet hav undveks troligtvis.

## Begravningar
Huvudartikel: Begravningar under europeisk bronsålder
Under bronsåldern begravde man på tre sätt. Obrända i faltmarksgravar, obrända i högar och genom kremeringar.

## Religion och andevärld
Huvudartikel: Religion och andevärld i europeisk bronsålder
Även om man får förmoda att ritualer och ceremonier skiljde sig i kontinenten kan man se att man använde sig av naturliga platser som grottor och våta platser. För depåer får man anta medföljande ritualer i områdena. Vissa gemensamma symboler kan spåras. Solen, fåglar, djur, skepp och tvillingfigurer. Det fanns också ett starkt ceremoniellt element vid skapandet och deponerandet av artefakter. Bronsföremål för parader, musikinstrument. Platser som i sig var ganska diskreta till sitt utseende. M.a.o. ett starkt intresse för det visuella.

## Klimat
Generellt var klimatet under bronsåldern i Europa varmt. 